# Andranofasika
Andranofasika is een plaats en commune in het noordwesten van Madagaskar, behorend tot het district Ambato Boeny, dat gelegen is in de regio Boeny. Tijdens een volkstelling in 2001 telde de plaats 7.919 inwoners.
De plaats biedt enkel lager onderwijs aan. 85 % van de bevolking werkt als landbouwer, 10 % houdt zich bezig met veeteelt en 3 % verdient zijn brood als visser. Het belangrijkste landbouwproduct is maniok; andere belangrijke producten zijn mais en rijst. Verder is 2% actief in de dienstensector.